# Comedia sin título
Comedia sin título és una obra de teatre inconclusa de Federico García Lorca de la qual només es conserva un primer acte pel fet que l'autor estava encara escrivint-la quan va ser assassinat a l'inici de la Guerra Civil. Forma part al costat d' El público i Así que pasen cinco años de l'anomenada "trilogia del teatre impossible" de Lorca, en el qual al costat de la metateatralitat prima un llenguatge fortament influenciat pel surrealisme.

## Argument

### Acte primer
Un autor es mostra en prosceni davant un públic real i els explica que és la seva responsabilitat cívica la que l'obliga a detenir l'obra, combatre el teatre burgès a l'ús i portar a l'escenari la realitat social, el clam del carrer. El discurs es veurà interromput per diversos espectadors, tramoies, figurants, apuntador i actors, fins que la revolució arriba i destrueix el teatre.

### Actes segon i tercer
No ha arribat fins nosaltres el text del segon (probablement conclòs) i tercer acte (a penes imaginat) del qual s'anava a compondre l'obra, no obstant això sabem per declaracions d'amistats, com Margarita Xirgu, davant qui va llegir alguns parlaments del segon acte que aquest succeïa en una morgue i que, encara que no havia començat a treballar en el tercer, aquest anava a succeir al cel, amb cor d'àngels andalusos vestits de faralaes.

## El possible títol de l'obra
Es desconeix el títol final amb el qual el poeta anava a batejar l'obra, però per algunes declaracions podria ser El sueño de la vida, una picada d'ullet a un dels seus autors favorits, Calderón de la Barca.
-Que el gran poeta Federico García Lorca, un dels grans prestigis d'Espanya, treballa febrilment.
-Que està acabant el segon acte d'una obra ultra moderna en la qual maneja els més audaços procediments i sistemes teatrals.
-Que l'espectador no anirà a veure el que passa, sinó a sentir el que li passa.
-Que l'escenari i la sala estan units en el desenvolupament de l'obra.
-Que l'obra és summament forta.
-Que l'obra no té títol encara, però que el que més
li quadraria hagués estat La vida es sueño
-Que aquest títol ja el va utilitzar Calderón ...
-Que, de totes maneres, el títol serà semblant a aquest.
-Que la intensitat emocional de l'obra va en augment i que els espectadors que no poden mantenir el control dels seus nervis faran bé a abandonar la sala.
-Que l'obra tracta d'un problema social agut i latent.
-Que l'obra està resolta d'una manera sorprenent.
Ian Gibson citant El Heraldo de Madrid del 12 de febrer de 1936 en el seu llibre Lorca y el mundo gay

## Estrena i versions
Malgrat considerar-se una peça inacabada i, per tant, de curta durada, pel seu tarannà surrealista ha estat portada amb èxit a escena tant per agrupacions professionals com per companyies de teatre universitari.
A Espanya es va estrenar en 1989 amb el text sense afegits al Teatro María Guerrero amb direcció de Lluís Pasqual, mentre que en 2005 ses va representar al Teatro de la Abadía amb una versió de Luis Miguel Cintra qui havia afegit altres texts lorquians (principalment d' El público) i algunes línies d'El Gran Teatro del Mundo de Calderón de la Barca.
La proximitat estètica entre El público i aquesta peça fa que es plantegin muntatges on convisquin tots dos, com és el cas del director polonès Pawel Nowicki qui les va estrenar en 1984 a Polònia i les va reposar en 2011 al Teatro Estudio del Centro Julio Mario Santo Domingo de Bogotá, Colòmbia.
Actualment està pendent de ser estrenada una versió d'Alberto Conejero a Madrid en la que el dramaturg ha completat els dos actes restants.